# دوري كرة القدم السلوفيني الدرجة الثالثة 2001–02
دوري كرة القدم السلوفيني الدرجة الثالثة 2001–02 هو موسم من دوري كرة القدم السلوفيني الدرجة الثالثة ‏. فاز فيه NK Grosuplje (defunct) ‏.